# Melinakanive, Molakalmuru
Melinakanive là một làng thuộc tehsil Molakalmuru, huyện Chitradurga, bang Karnataka, Ấn Độ.